# Jorge Crusellas
Jorge Crusellas (Jorge Luis Crusellas Alvarez; * 28. Juli 1966 in San Luis, Provinz Pinar del Río) ist ein ehemaliger kubanischer Sprinter, der sich auf den 400-Meter-Lauf spezialisiert hatte.
1995 siegte er bei den Panamerikanischen Spielen in Mar del Plata in der 4-mal-400-Meter-Staffel und gewann bei den Leichtathletik-Zentralamerika- und Karibikmeisterschaften Bronze über 400 m mit seiner persönlichen Bestzeit von 45,65 s. Bei den Leichtathletik-Weltmeisterschaften in Göteborg erreichte er im Einzelbewerb das Viertelfinale und kam mit der kubanischen 4-mal-400-Meter-Stafette auf den sechsten Platz.
1996 gewann er bei den Iberoamerikanischen Meisterschaften Bronze über 400 m und schied bei den Olympischen Spielen in Atlanta mit der kubanischen Stafette im Vorlauf aus.
Bei den Panamerikanischen Spielen 1999 in Winnipeg kam er mit der kubanischen 4-mal-400-Meter-Stafette auf den vierten Platz.